# Khumjung
Khumjung (Nepalees: खुम्जुंग) is een dorpscommissie (Engels: village development committee, afgekort VDC; Nepalees: panchayat) in Solukhumbu district in het noordoosten van Nepal. Het dorp ligt midden in het Nationaal park Sagarmatha gesitueerd en aan de voet van de Khumbila berg. De inwoners hebben ondanks de moeilijk bereikbare ligging beschikking tot elektriciteit, (mobiele) telefonie en internet.

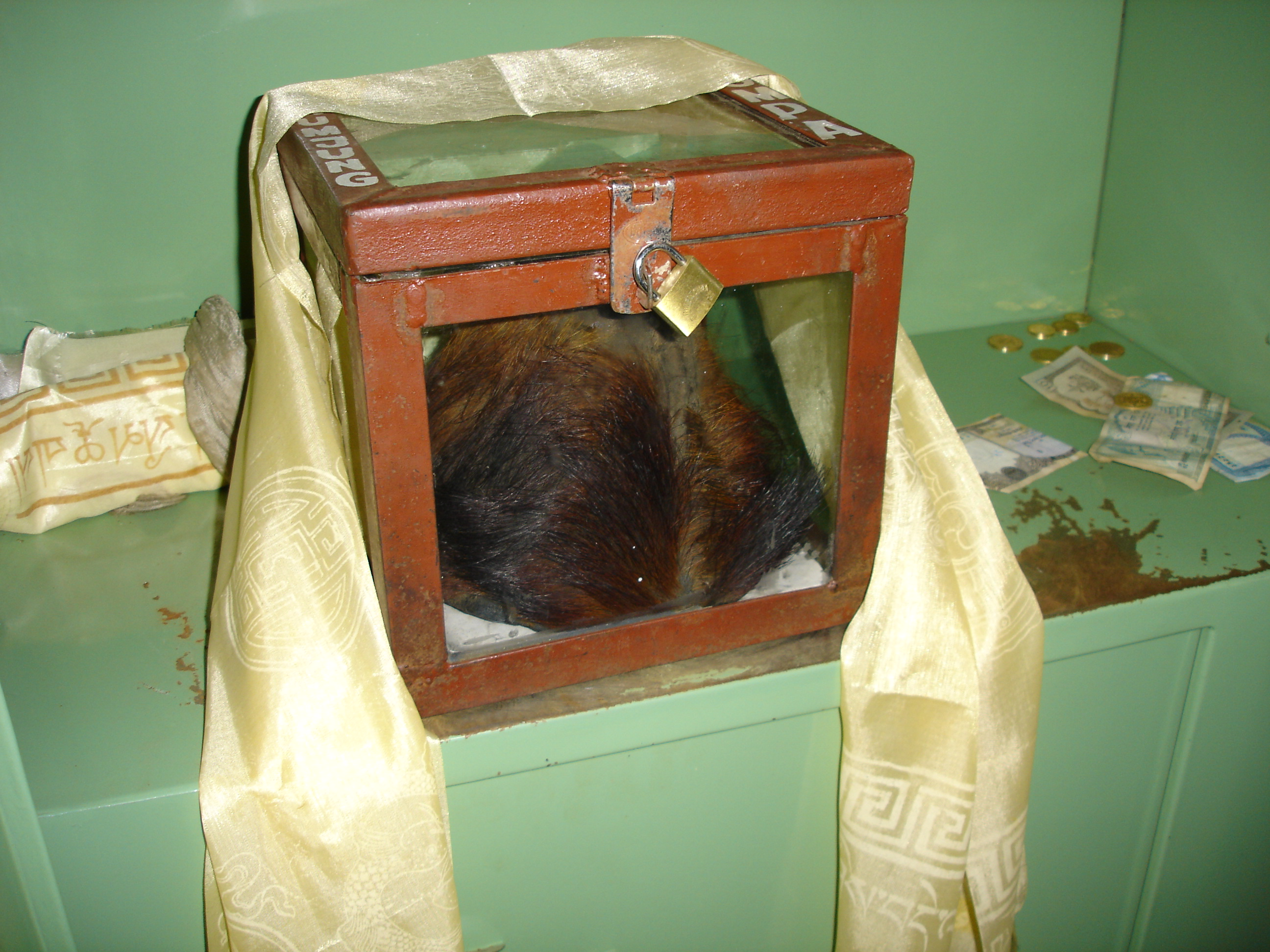
De beweerde hoofdhuid van een yeti in een klooster

In een klooster in het dorp beweert men het hoofdhuid van een yeti in huis te hebben, dit is nog niet door onderzoekers bewezen.

VDC Khumjung - Dorpen en gehuchten
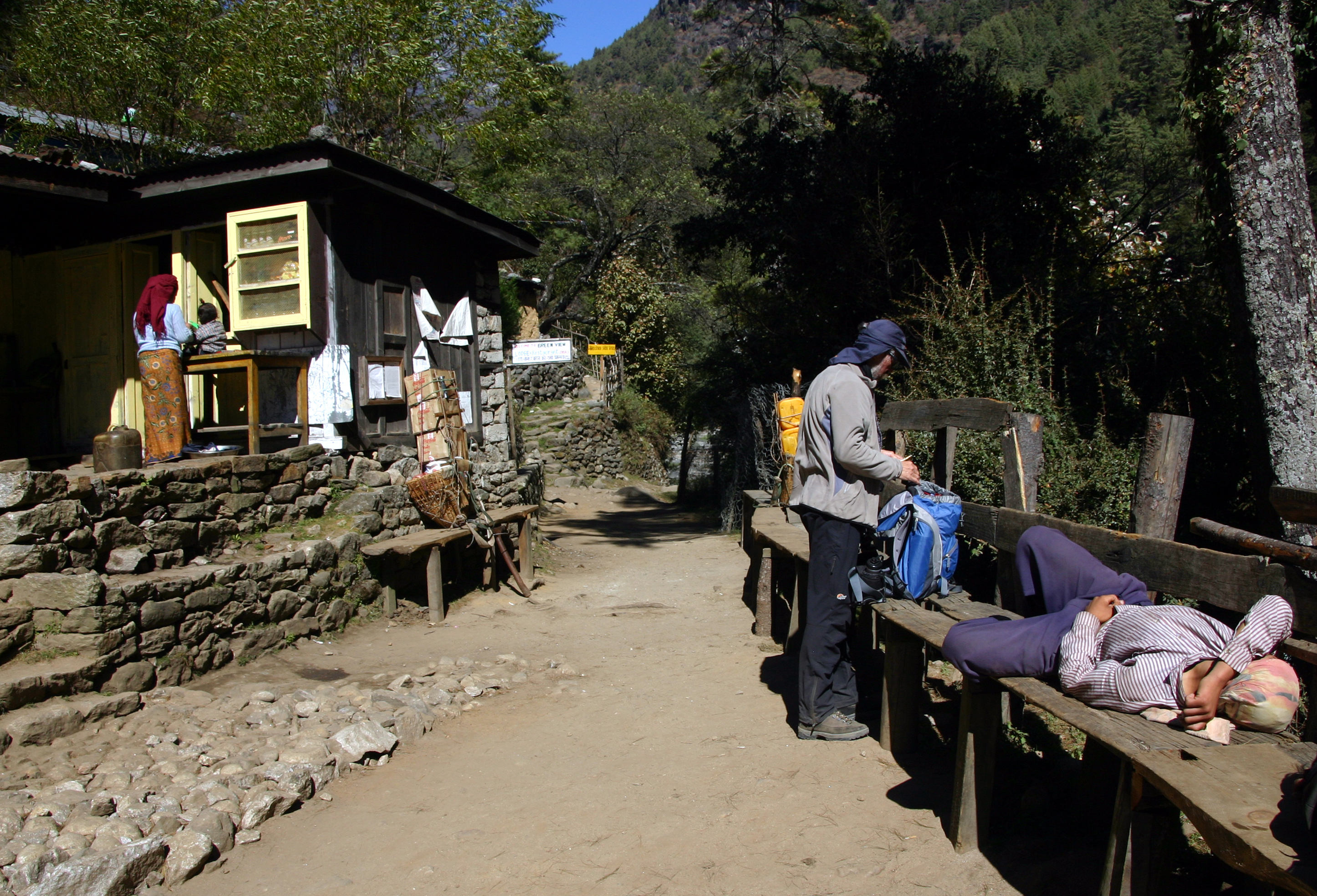
Jorsale
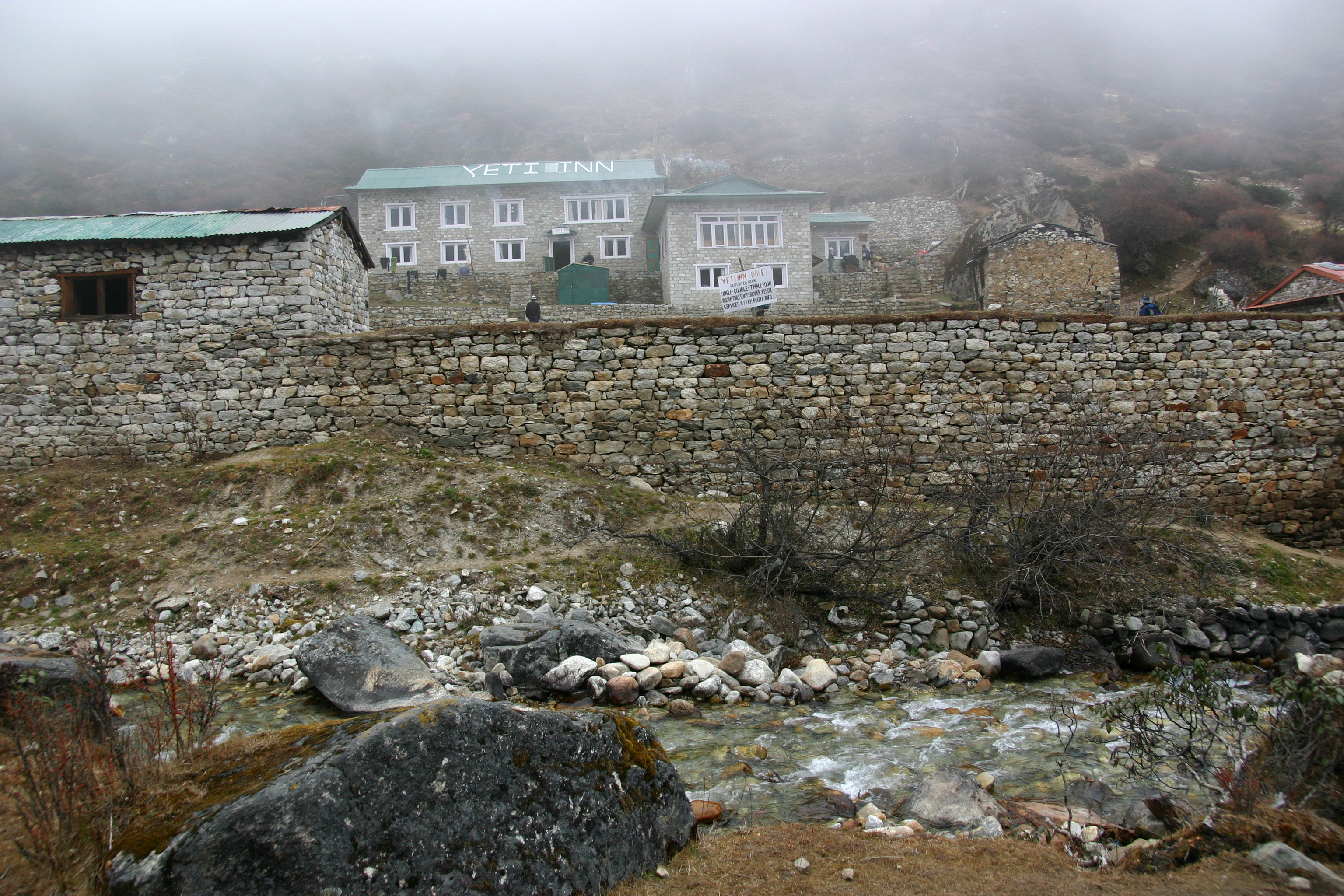
Dhole
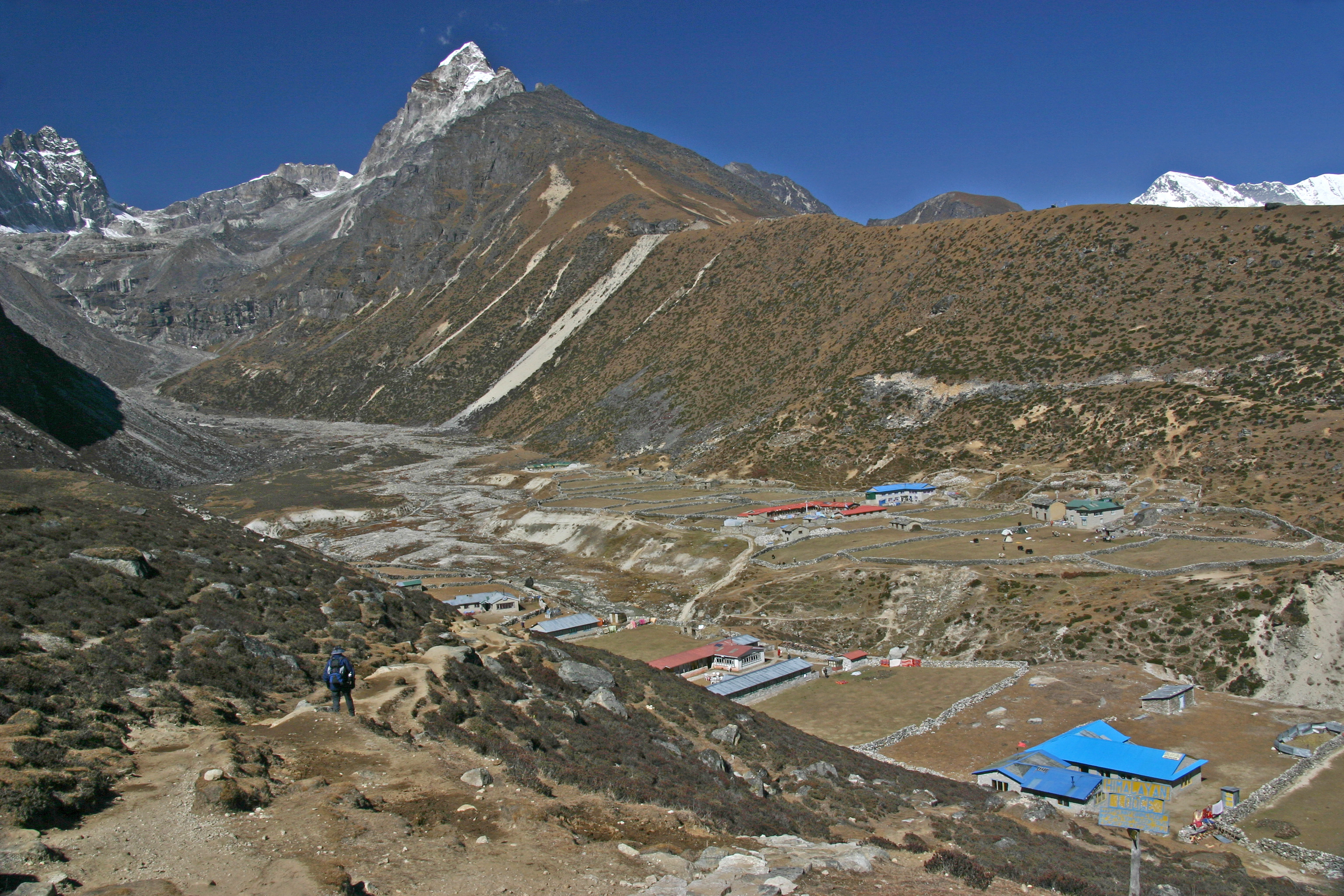
Machhermo
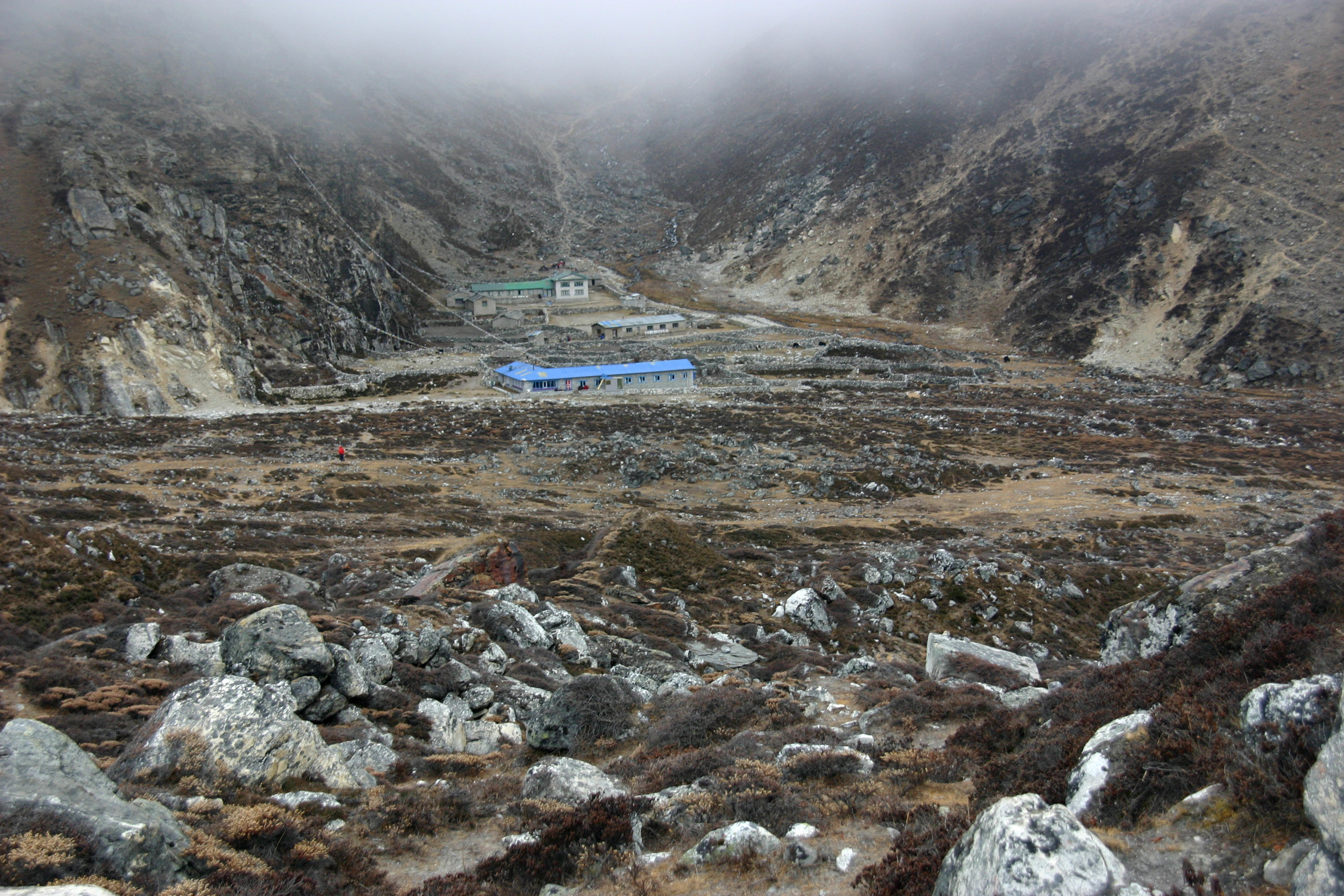
Thangna
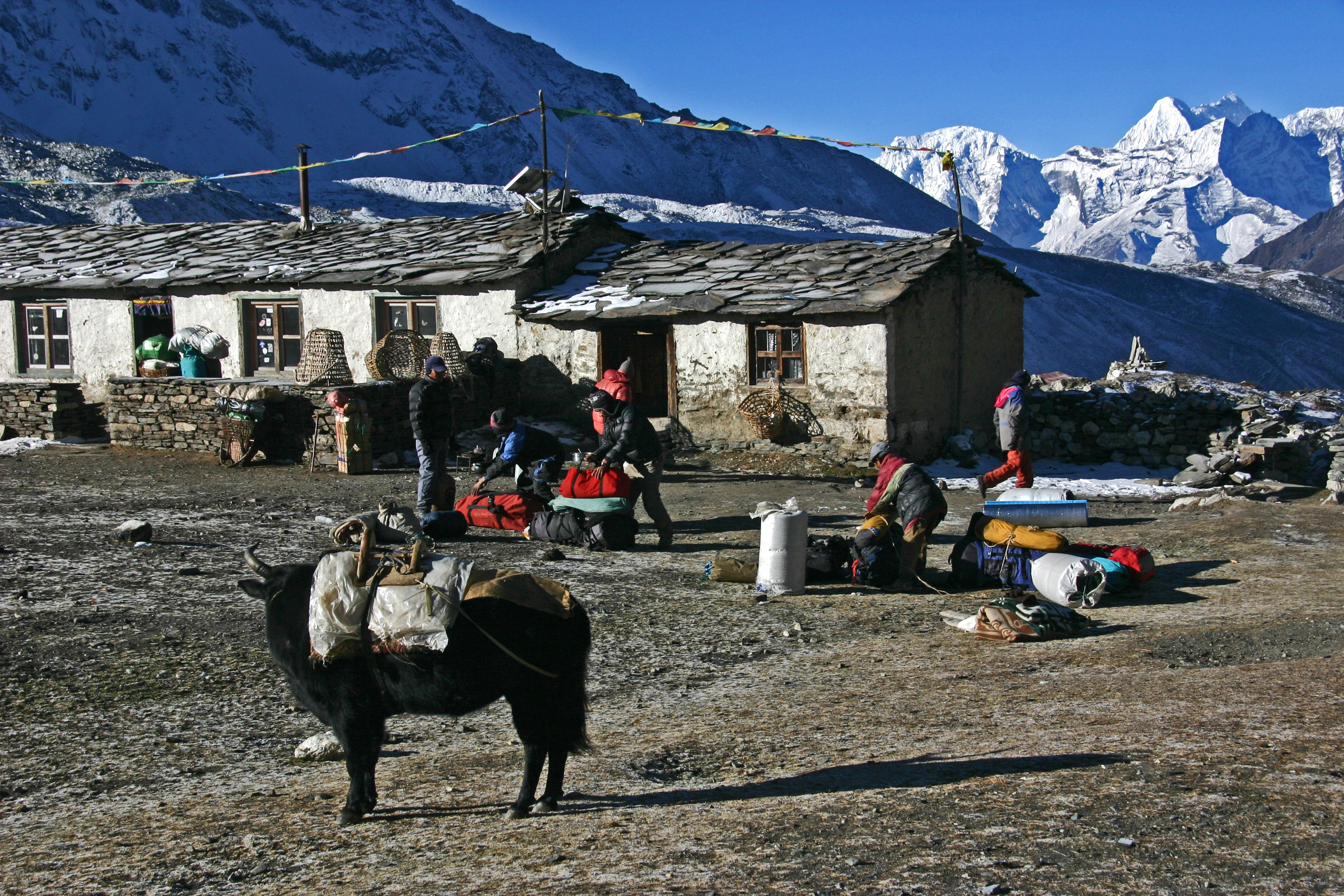
Chhukung
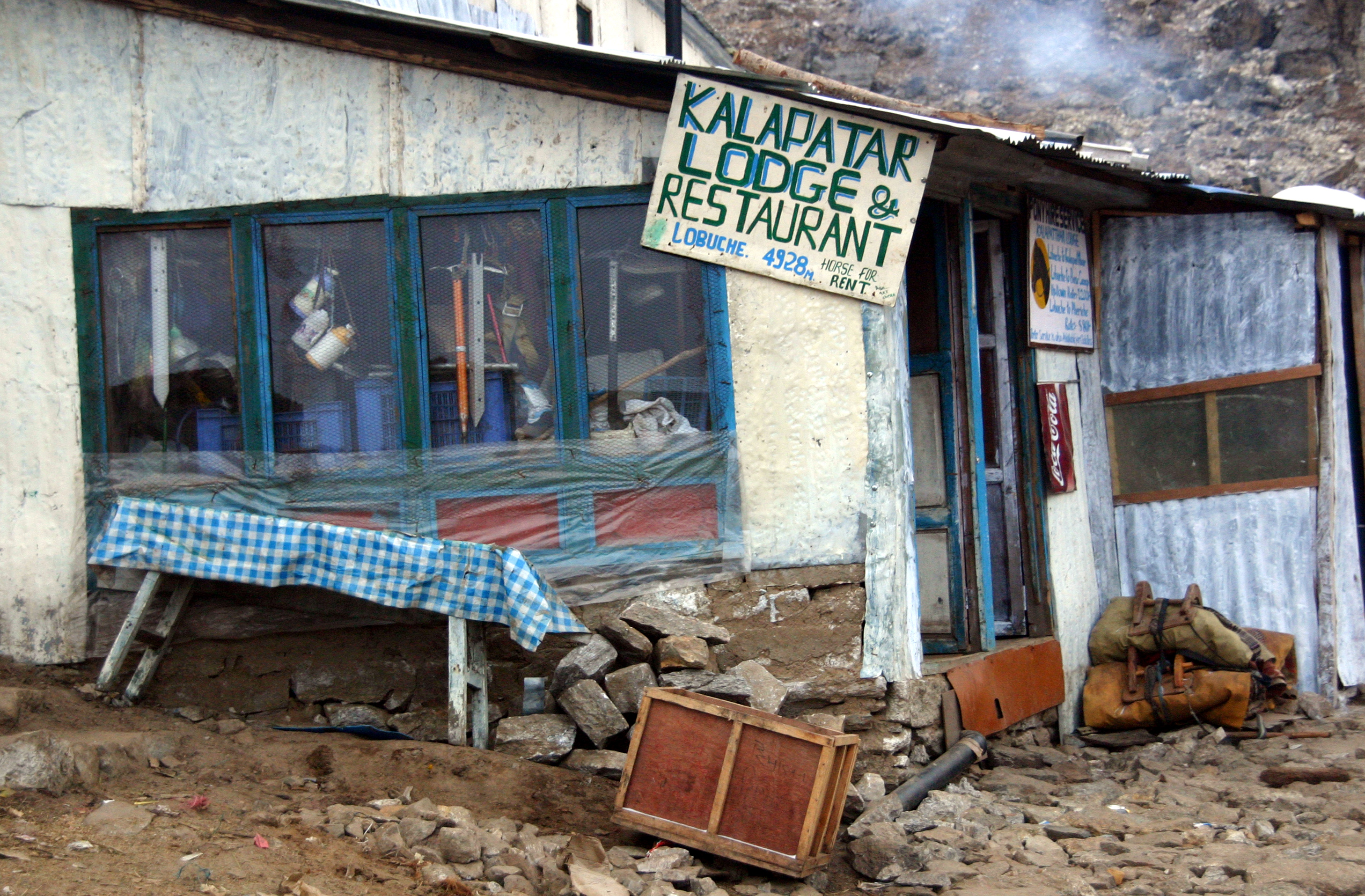
Lobuche
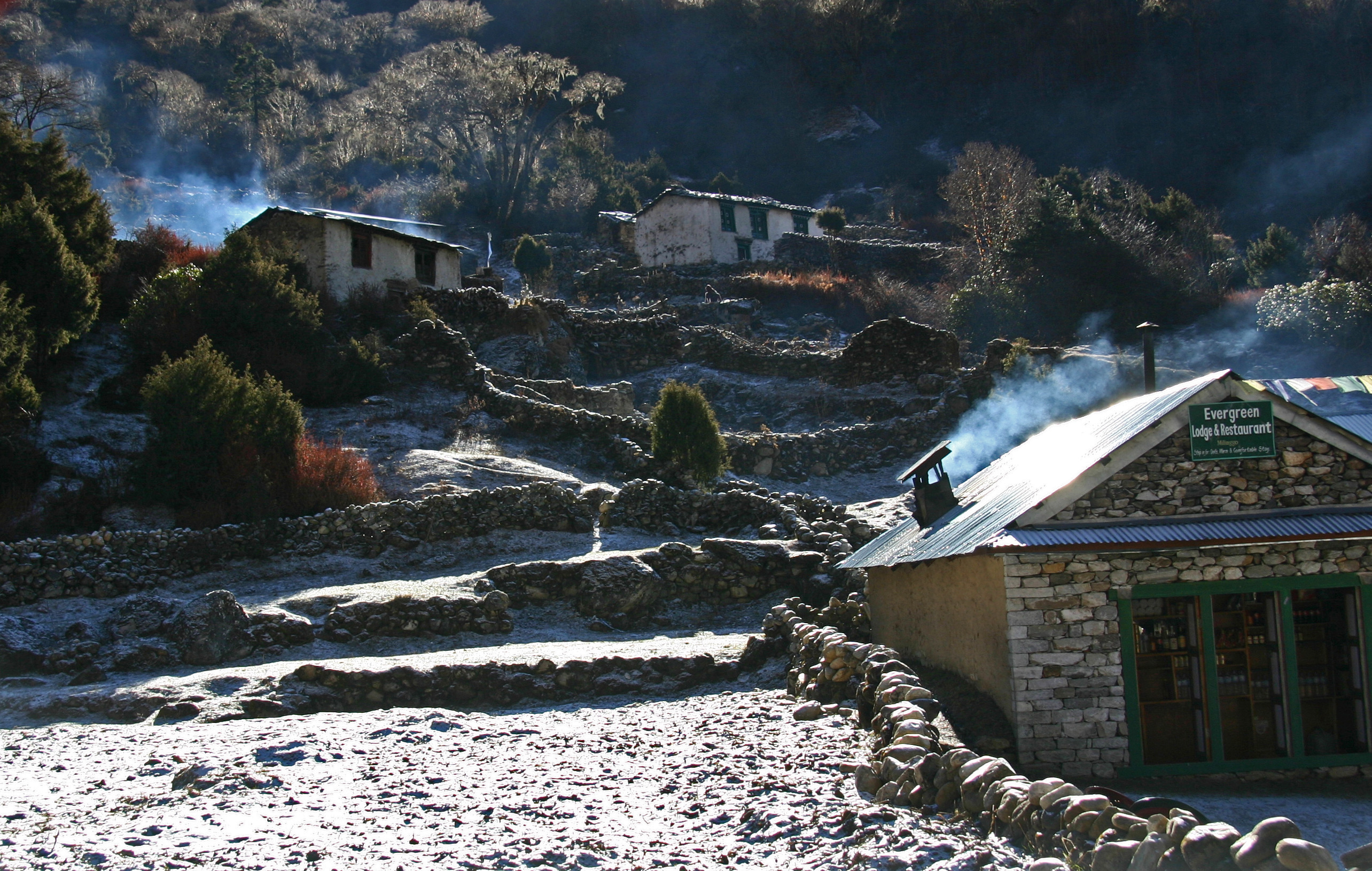
Deboche
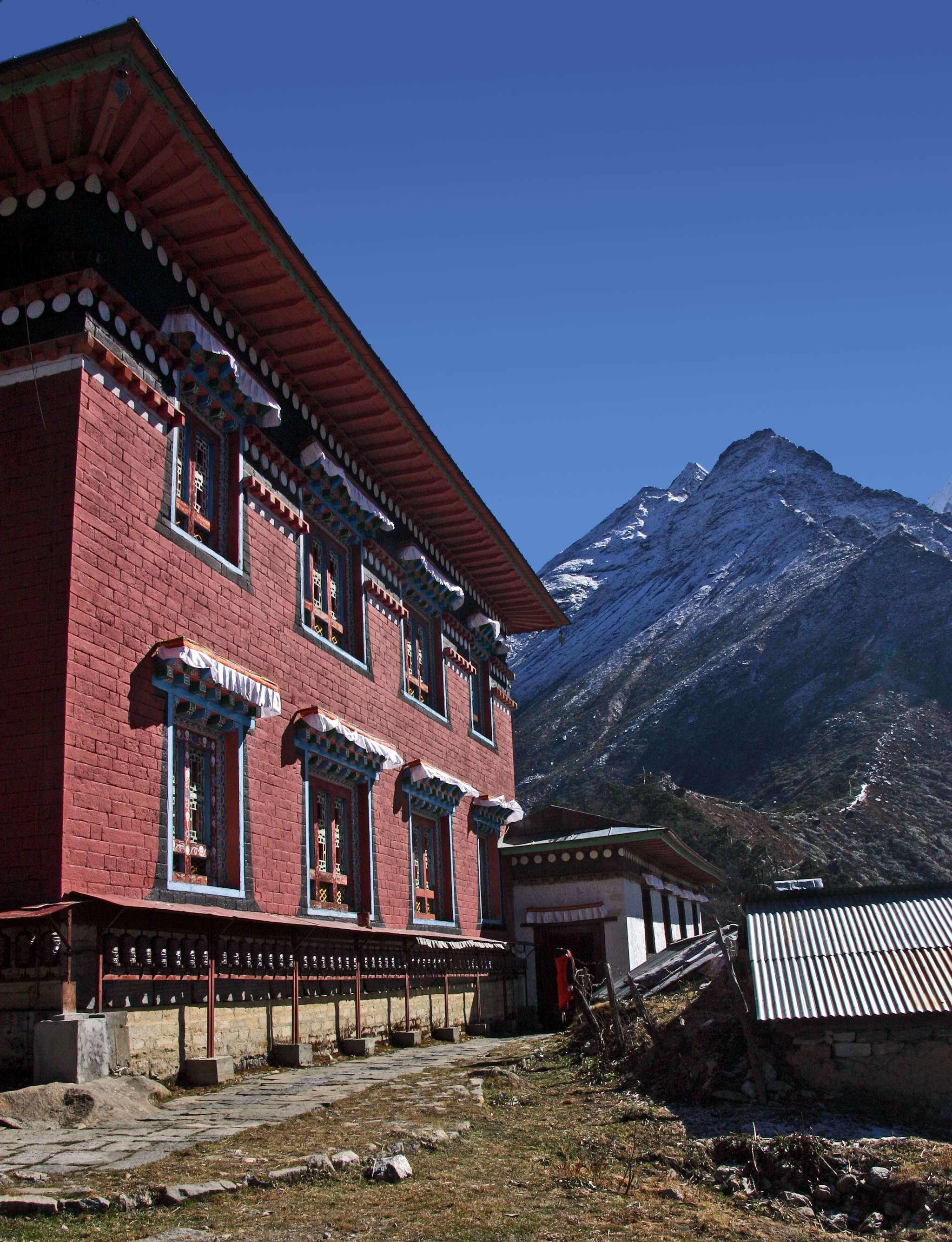
Tengboche